# Demenzia
Demenzia е метъл група в България, създадена в София, България през 2003 г.
Групата свири смесица от дет метъл (2003 – 2009) и мелодик дет, алтернативен метъл и ню метъл (2009 – )

## Членове на групата
- Владимир Бочев „Valdemar“ – вокали (2003-)
- Деян Видев – китара (2007-)
- Явор Мечев – китара (2014-)
- Илиан Велев „Drumzy“ – барабани (2012-)
- Мартин Митков – бас китара (2013-)

## Бивши членове на групата
- Марин Иванов „Yourkiller“ – вокали, клавир (2005 – 2012)
- Иван Ангелов – китара (2012 – 2013)
- Димитър Томов – бас (2003 – 2005)
- Петър Светлинов – барабани (2007 – 2012)
- Георги Гигов – бас (2005 – 2012)
- Велизар Гордеев „Vile“ – китари (2003 – 2007)
- Златомир Златков „Demented“ – барабани (2003 – 2007)
- Боби Иванов – бас (2005)
- Йордан Цветков – барабани (2005)

## История на групата
Група Demenzia е създадена през 2003 г. от бивши членове на блек метъл бандата Shadowland (гр. Лом). След известно разместване в състава е издаден демо албумът „CD 542“. По-късно същата година следват първите изяви на живо на фестивали като Metal Repulsive Blasphemy (София). През 2005 г. Demenzia издава едноименно EP. На следващата година към групата се присъединяват Георги Гигов (бас) и Марин Иванов (клавири). Следва мини турне в страната, на което е представен новият материал. Приет добре от публиката, той скоро намира своята реализация под формата на дебютен албум „Deferent Seasons“. Малко след излизането на албума през ноември 2006 г., групата се поява на Haunted Shores Festival в Бургас, организиран от новия си лейбъл IMSB & Nox Studio. През 2007 г. групата е по-активна с изявите си в чужбина, отколкото у дома: Metal Healing Festival (Гърция) и The Red Alert Open Air (Украйна). През 2009 г. излиза първото видео на Demenzia по песента "Faces" и групата прави турнета в България и Сърбия. Парчето е крайъгълен камък в стила на групата, тъй като музиката ѝ се приближава към новата вълна на мелодичния дет метъл и метълкор. След няколкогодишно прекъсване Demenzia са готови с втория си албум „Machinima“, който се разпространява като подарък със списание Метъл Хамър България Архив на оригинала от 2013-05-25 в Wayback Machine.. Изданието е продуцирано от Zero Project Studio Архив на оригинала от 2013-05-20 в Wayback Machine..
През 2014 и 2015 г. групата свири на няколко концерта със сешън китаристи – Иван Мунин – Ванс (Fragments Of Existence) и Явор Мечев (Vokyl, Warscum). Млко след това вторият се присъединява като постоянен член към групата за записите на последния албум – Closing In. През 2016 г. приключват част от записите за албума и се появява първият сингъл от него – Remember Who We Are. Песента е записана с гост вокалист – Вероника Лалева (ex-Overgame). Към тази песен в изданието са добавени още три трака – The Last Song (с участието на Никола Огнянов (Vokyl), Hold On и ремиксирана версия на Remember Who We Are.
През 2018 г. излиза втори сингъл към албума – You.
От 2016 нататък Demenzia прекратяват концертната си дейност, а от 2018 г. са в хиатус.

## Дискография

### „Remember Who We Are“(EP, 2016, Zero Project Studio)
EP към последния нереализиран албум „Closing In“
1. Remember Who We Are (с участието на Veronika Laleva)
2. The Last Song (с участието на Nikola Ognyanov)
3. Hold On
4. Remember Who We Are (Remix)

### „Machinima“ (CD, 2013, Zero Project Studio)
„Machinima“ е второто издание на Demenzia. Издаден е в България на 7 юни 2013 г. чрез [Project Studio]. Записите са извършени в периода 2009 – 2013 г. Смесен и мастериран от Владимир Бочев „Valdemar“. Първото издание излиза като безплатен подарък със списание
Метъл Хамър България Архив на оригинала от 2013-05-25 в Wayback Machine..
1. Heartache (intro)
2. Instead Of You
3. Don’t Even Try
4. Hatred
5. Where
6. A Darkness Rising
7. Candy Store
8. Step Into My World
9. Let It Snow (bonus track)
10. Untitled (bonus track)
11. Faces (bonus track)

Времетраене: 52 минути.

### „Deferent Seasons“ (CD, 2006, IMSB/Nox Studio)
„Deferent Seasons“ е дебютният албум на Demenzia. Той е издаден в България през IMSB & Nox Studio на 8 ноември 2006 година. Албумът е записан, смесен и мастериран от Владимир Бочев (Valdemar) (сега Zero Project Studio Архив на оригинала от 2013-05-20 в Wayback Machine.) в София в периода между април и юни същата година. Съдържа 11 оригинални песни и един ремикс.
1. Hollow
2. Road to the Sin
3. Death Expectation
4. My Goddess
5. Mystical Windmill
6. Pain
7. Candles in the Wind
8. Ephemeral Failure
9. Monuments of a dead Past
10. For my empty Soul
11. Hope... for eternal Spring (instrumental)
12. My Goddess (dark dub remix)

Времетраене: 63 минути.

### „Demenzia“ (EP, 2005)
Траклист:
1. Etude „A.D. 542“
2. Instinct Of The Evil Habit
3. Ephemeral Failure
4. Winter Tale